# Danaja
Danaja (grč. Δανάη, Danáê) u grčkoj mitologiji kći je Akrizija, kralja Arga, i Euridike (nevezane uz Orfejevu Euridiku), Perzejova majka. Katkad je se smatra osnivateljicom grada Ardeje u Laciju.

## Etimologija
Danajino grčko ime znači "osušena".

## Mitologija
Akrizije je bio razočaran zbog neimanja muških nasljednika, stoga je pitao proročicu hoće li se to promijeniti. Ona mu je rekla da ide na Zemljin kraj gdje će ga ubiti dijete njegove kćeri. Danaja nije imala djece te ju je, da bi tako i ostala, zatvorio u brončani toranj ili pećinu, ovisno o izvorima. No, Zeus joj je došao u obličju zlatne kiše koja joj je pala u krilo i zatim je ona začela Perzeja.
Akrizije nije htio izazvati bijes bogova te nije ubio Perzeja, ali bacio je Danaju i njega u more u drvenoj škrinji. Posejdon je smirio more na Zeusov zahtjev te su majka i sin preživjeli, a more ih je izbacilo na otok Serifos. Ondje ih je primio Dikt, brat kralja Polidekta, koji je odgojio Perzeja.
Kad je Perzej ubio Meduzu i spasio Andromedu, ostvarilo se proročanstvo jer je na atletskim igrama zabunom diskom ili kopljem ubio oca, a prema drugoj inačici bio je gnjevan na njega zbog toga što je pokušao ubiti Danaju i njega te mu je pokazao Meduzinu glavu koja ga je skamenila.

## Vanjske poveznice
- Danaja u klasičnoj literaturi i umjetnosti (engl.)
- Danaja u grčkoj mitologiji (engl.)